# حصار كاظم أباد
حصار كاظم‌ أباد (بالفارسية: حصارکاظم‌آباد) هي قرية تقع في قسم ميلانلو الريفي (مقاطعة إسفراين) في إيران. يقدر عدد سكانها بـ 28 نسمة .